# Koetschette
Koetschette (Luxemburgs: Kietscht) is een plaats in de gemeente Rambrouch en het kanton Redange in Luxemburg.
Koetschette telt 118 inwoners (2001).

## Geboren
- Jean-Pierre Koenig (1870-1919), architect

Arsdorf · Bigonville · Bilsdorf · Eschette · Folschette · Haut-Martelange · Holtz · Hostert · Koetschette · Perlé · Rambrouch · Rombach · Schwiedelbrouch · Wolwelange

Luxemburgse gemeenten · Kanton Redange · Luxemburg